# Ni Sa Ni
Ni Sa Ni – album polsko-hinduskiego kwartetu Łowżył, Tymański, Klebba, Chandran. Płytę nagrano w kwietniu 1999 roku w studiu Agnieszki Duczmal w Poznaniu.

## Spis utworów
1. „...żeby mi ją chcieli dać” – 3:26
2. „Gdzieś mnie niesie” – 8:23
3. „Afrodyzjak” – 4:35
4. „Nisani” – 4:56
5. „Dym” – 4:17
6. „Four Vows” – 2:54
7. „Kontemplacja brzucha” – 3:28
8. „Nie siadaj, nie gadaj” – 1:53
9. „Safona” – 1:18

## Twórcy
- Zbigniew Łowżył – fortepian, instrumenty perkusyjne, głos
- Tymon Tymański – kontrabas
- Katarzyna Klebba – skrzypce, altówka
- Chandran – flety pakistańskie, harmonium, darbuka, tabla, głos.